# O Melodie Pentru Europa
O Melodie Pentru Europa war eine moldauische Fernsehshow, die als moldauischer Vorentscheid zum Eurovision Song Contest diente. Die Show fand jeweils Ende Februar oder Anfang März in den TRM-Studios in Chișinău statt.

## Geschichte und Konzept

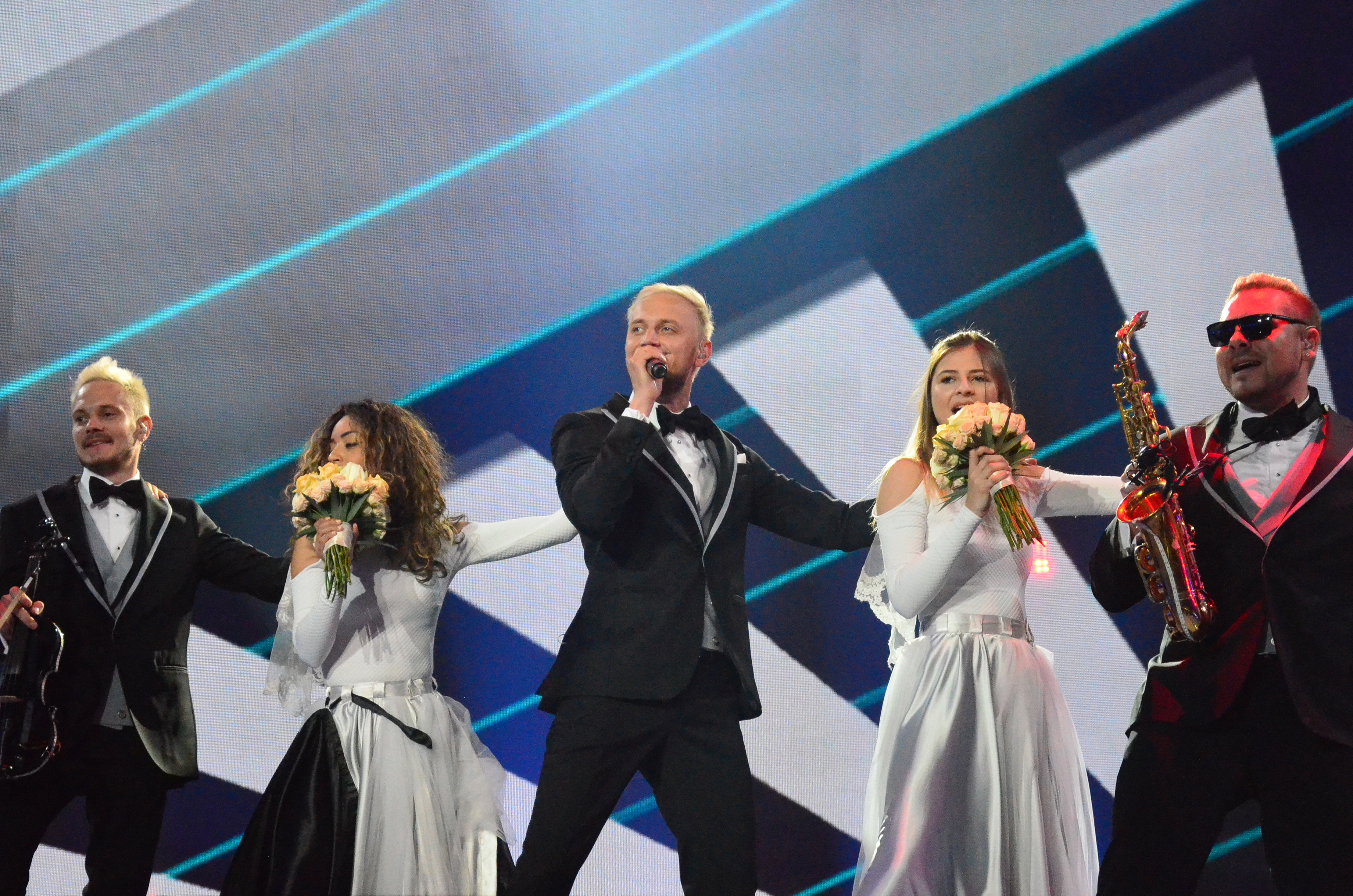
SunStroke Project 2017

Die Sendung fand zwischen 2005 und 2019 jährlich statt. Lediglich 2007, als TRM Lied und Interpret intern auswählte, fand die Vorentscheidung nicht statt.
Vor den Shows reichten moldauische Künstler ihre Songs ein, die von einer Fachjury bewertet wurden. Die Künstler mussten in der Regel moldauische Staatsbürger sein, während die Komponisten und Songwriter aus anderen Ländern stammen konnten. Lediglich 2015 konnten sich auch ausländische Künstler bewerben. Die Jury wählte eine gewisse Anzahl aus, die in die Live-Shows kamen.
Bis 2016 fanden vor dem Finale jeweils zwei Halbfinale statt, indem sich jeweils eine bestimmte Anzahl an Interpreten für das Finale qualifizierte. 2017 gab es lediglich ein Halbfinale vor dem Finale. Für 2018 wurde das Halbfinale abgeschafft und nur ein Finale abgehalten.
In den Live-Shows entscheidet eine 50-50-Wertung aus einer Expertenjury und Televoting. Dabei erhielt, wie beim Eurovision Song Contest, derjenige mit den meisten Anrufen bzw. den meisten Jurypunkten 12, der Zweite 10, der Dritte 8 Punkte usw. Der Sieger vertrat dann Moldau beim Eurovision Song Contest.

### Erfolgreiche Teilnahmen beim Eurovision Song Contest
Interpreten, die bei dem Eurovision Song Contest nach ihrer Teilnahme am O Melodie Pentru Europa mindestens den fünften Platz erreicht haben:
| Jahr | Interpret         | Lied Musik (M) und Text (T)                        | Platz |
| ---- | ----------------- | -------------------------------------------------- | ----- |
| 2017 | SunStroke Project | Hey Mamma M/T: SunStroke Project, Alina Galetskaia | 3.    |

## Einzelne Ausgaben
Im Folgenden gibt es eine Übersicht zu den einzelnen Ausgaben, zu denen kein eigener Artikel existiert.

### 2006
Vor der moldauischen Vorentscheidung 2006 wurde ein Halbfinale mit insgesamt 25 Teilnehmern veranstaltet, von denen sich die 13 besten für das Finale qualifizierten. Drei Teilnehmer landeten mit gleicher Punktzahl auf dem ersten Platz. Für diesen Fall war in den Regeln keine Lösung vorgesehen, woraufhin die Vorentscheidung vertagt wurde. Drei Wochen später fand eine neue Vorentscheidung mit fünf Teilnehmern statt. Nur einer von diesen hatte an der ersten Vorentscheidung teilgenommen, die anderen vier waren neu ausgewählt worden.

### 2010
2010 wurde vom moldauischen Fernsehen eine Auswahlshow veranstaltet. In zwei Halbfinalrunden und einem Finale wurde der Vertreter per Tele- und SMS-Voting bestimmt.

### 2005 und 2011
2005 wurde eine klassische Vorentscheidung veranstaltet, an dem 15 Künstler mit je einem Titel teilnahmen. Der Sieger wurde durch eine Jury und Televoting bestimmt, mit einer Gewichtung von je 50 %.
2011 nahmen 20 statt 15 Lieder teil. Gewonnen haben wie auch im Debütjahr 2005 Zdob și Zdub.

### 2012
2012 wurde wieder eine klassische Vorentscheidung im Fernsehen übertragen. Am 10. März wurde in einer Fernsehshow ein Televoting veranstaltet. Die zuständige Rundfunkanstalt TRM veröffentlichte die teilnehmenden Lieder vorab im Internet.

### 2013
Im Januar 2013 veröffentlichte die TRM 49 Künstler auf ihrer Internetseite. Eine Jury aus Experten und ehemaligen Teilnehmern des ESC wählten aus diesen 24 Teilnehmer für die Auswahlshows aus. Die beiden Halbfinalrunden fanden am 12. und 14. März in den Studios des TRM statt. In jedem qualifizierten sich jeweils sechs Künstler für das Finale am 16. März. Aus diesem ging die Sängerin Aliona Moon mit dem Lied A Million als Siegerin hervor.

### 2014
Bis zum 31. Januar konnten moldauische Künstler ihr Lied bei der TRM einreichen. Am 1. Februar traten die Interpreten vor einer Live-Jury auf die 24 Teilnehmer für zwei Halbfinalrunden die am 11. und 13. März in Kischinau stattfanden. Aus jedem qualifizierten sich jeweils 6 für das Finale am 15. März. Alle drei Shows wurden Live auf Moldova 1 und im Internet im Live-Stream übertragen.

### 2015
Pro Semifinale, die am 24. und 26. Februar stattfanden, qualifizierten sich sieben von zwölf Teilnehmern direkt für das Finale via 50 % Jury- und 50 % Televoting. Aus den ausgeschiedenen Beiträgen erreicht zwei weitere durch ein separates Televoting das Finale am 28. März, das der Ukrainer Eduard Romanyuta für sich entscheiden konnte. Dabei kam es zu Vorwürfen bezüglich Manipulationen beim Televoting zugunsten Romanyutas. Diese Anschuldigungen konnten nicht bewiesen werden, und er vertrat Moldau beim 1. Semifinale, wo er mit 41 Punkten und Platz 11 ausschied.

### 2016
Das Finale der moldauischen Vorentscheidung O Melodie Pentru Europa für Stockholm fand am 27. Februar 2016 statt, die Halbfinalrunden am 23. und 25. Februar 2016. Entgegen der Regelung von 2015 durften lediglich moldauische Interpreten antreten.